# 碧翠絲·馬斯曼
碧翠絲·C·「碧」·馬斯曼（英語：Beatrice C. "Bea" Massman，1912年4月24日—1992年10月3日），美國前女子羽球運動員，出生於水牛城。
碧·馬斯曼在1952年與伊瑟兒·馬紹爾一起贏得美國羽球公開賽女子雙打冠軍。1956年，兩人再度贏得女子雙打冠軍。她曾代表美國參加1957年優霸盃，在對陣丹麥決賽中，她與伊瑟兒·馬紹爾出賽雙打，先以15:11、15:11贏了奧絲·休特·雅各布森/比尔特·克里斯蒂安森組合，再以4:15、9:15輸給安妮·哈莫加德·漢森/基尔斯滕·托恩达尔組合；最後美國隊以6-1奪得冠軍。